# Dobříňský háj
Dobříňský háj este o arie protejată (arie specială de conservare — SAC, sit de importanță comunitară — SCI) din Republica Cehă întinsă pe o suprafață de 20,93 ha, integral pe uscat.

## Localizare
Centrul sitului Dobříňský háj este situat la coordonatele 50°26′41″N 14°17′33″E / 50.444722°N 14.2925°E.

## Înființare
Situl Dobříňský háj a fost declarat sit de importanță comunitară în mai 2016 pentru a proteja 1 specie de animale. Situl a fost protejat și ca arie specială de conservare în septembrie 2018.

## Biodiversitate
Situată în ecoregiunea continentală, aria protejată conține 1 habitat natural: Păduri mixte riverane de Quercus robur, Ulmus laevis și Ulmus minor, Fraxinus excelsior sau Fraxinus angustifolia, de-a lungul marilor râuri (Ulmenion minoris).
La baza desemnării sitului se află o specie protejată de  nevertebrate: Cucujus cinnaberinus.